# Billy the Kid (TV-serie)
Billy the Kid är en amerikansk biografisk äventyrs- och dramaserie vars första säsong hade premiär den 12 juni 2022. Första säsongen bestod av åtta avsnitt. Serien har även förnyats med en andra säsong bestående av åtta avsnitt, som har planerad premiär år 2024. Första säsongen kan ses på strömningstjänsten Viaplay. Serien är baserad på historien om Billy the Kid, spelad av Tom Blyth, även känd som William H. Bonney. Serien är skapad av Michael Hirst som även skrivit seriens manus.

## Handling
Serien utspelar sig runt år 1880 och kretsar kring historien om Billy the Kid och hans roll i Lincoln County War och dess efterspel.

## Rollista i urval
- Tom Blyth - Billy the Kid
- Daniel Webber - Jesse Evans
- Eileen O'Higgins - Kathleen McCarty
- Sean Owen Roberts - Bob Olinger
- Dakota Daulby - John Beckwith
- Ryan Kennedy - Ash Upson
- Ian Tracey - Frank Baker
- Jonah Collier - Billy the Kid, som ung
- Vincent Walsh - Lawrence Murphy
- Jamie Beamish - Henry Antrim
- Guillermo Alonso - Melquiades Segura
- Shaun Benson - Riley
- Christie Burke - Barbara Jones
- Chad Rook - James Dolan
- Brendan Fletcher - George Coe
- Joey Batey - Patrick McCarty
- Alex Roe - Pat Garrett
- Horatio James - Charlie Bowdre